# Đớp ruồi xanh xám
Eumyias thalassinus là một loài chim trong họ Muscicapidae.